# 자유재
자유재(自由財, 영어: free good)란 경제학에서 희소성이 없기 때문에 대가없이 획득가능한 재화를 말하며, 인간의 욕구를 충족시키고도 남을 정도로 존재량이 많은 특징이 있다.

## 개요
인간의 욕망을 채우는 것이 곧 재(財)인데, 이 재 가운데 욕망에 채우고 남을 만큼 존재하기 때문에 특히 이것을 획득하려고 노력하거나 교환(매매)과 같은 경제행위가 필요없는 것이 있다. 물이나 공기 같은 것이 이에 해당한다. 이와 같이 인간의 욕망을 채우는 이상으로 무한히 존재하여 충당해 주는 재를 자유재 혹은 비경제재라 한다. 자유재의 가격은 일반적으로 제로이다.

## 예시
- 공기
- 햇빛

## 같이 보기
- 오픈 소스 모델
- 공공 데이터